# Brillantina

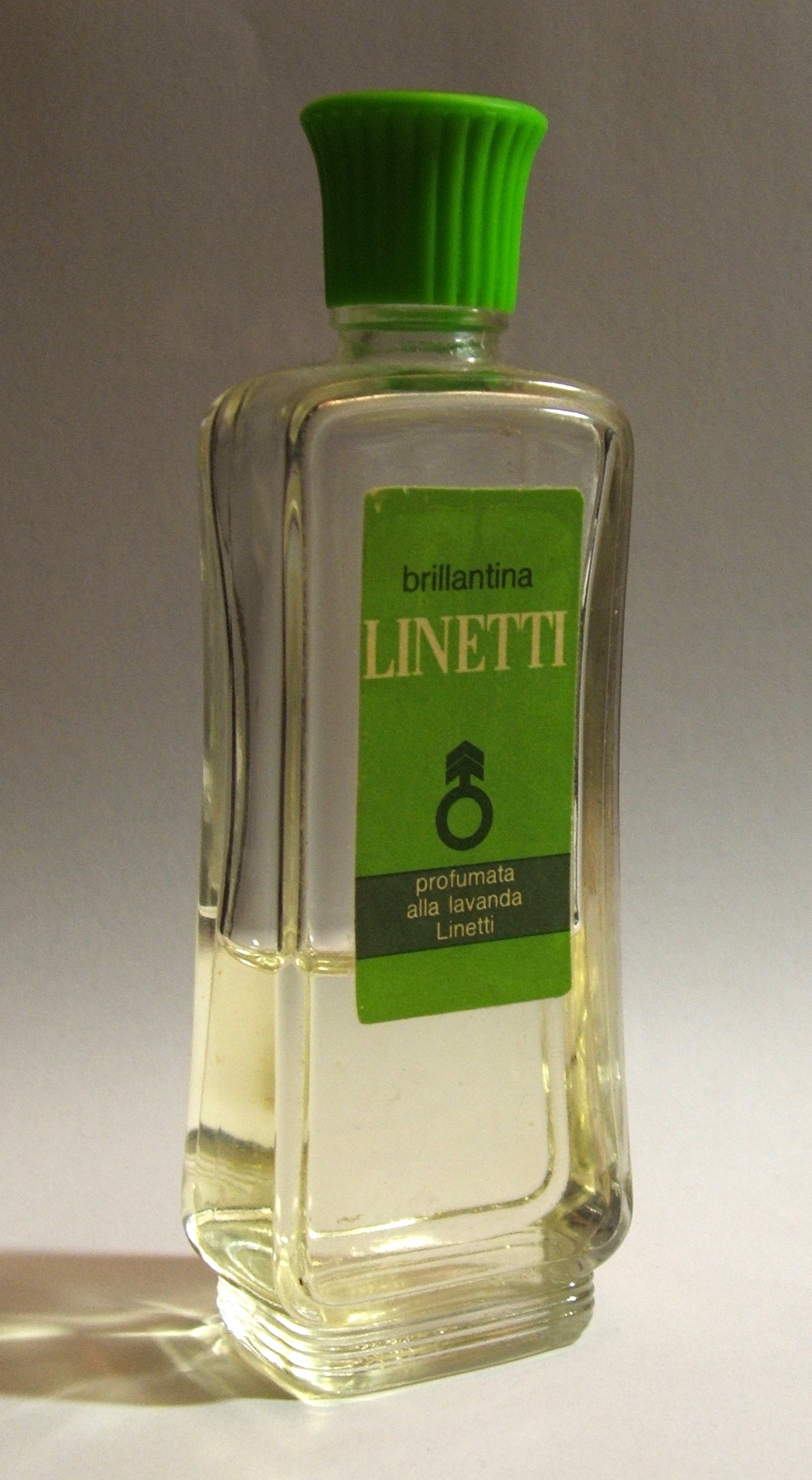
Brillantina Linetti

La brillantina è un prodotto per il fissaggio della capigliatura a base di cera vergine, oli minerali ed acqua.

## Storia
Il precursore della brillantina fu l'olio di Makassar, utilizzato anche da Rodolfo Valentino.
Nel 1900 Edouard Pinaud presenta un prodotto chiamato "brillantina" all'Expo 1900 di Parigi.

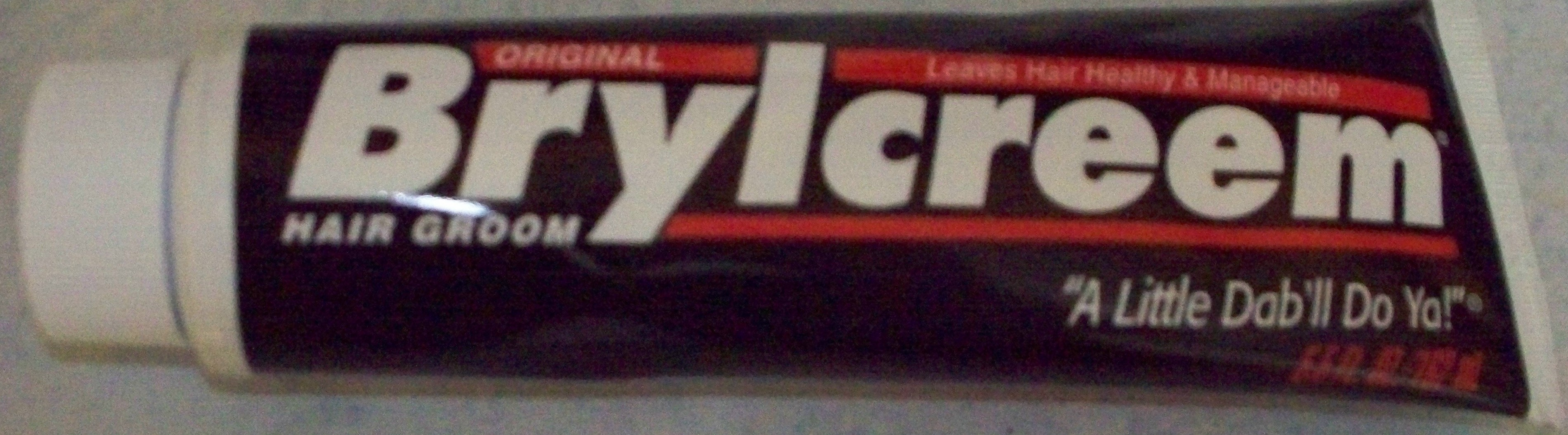
Un tubetto di brillantina Brylcreem.

La brillantina fu prodotta per la prima volta il 16 aprile 1928 sotto il marchio "Brylcreem" dalla County Chemical Company di Birmingham (Inghilterra).
Nel 1939 i piloti della Royal Air Force venivano chiamati scherzosamente i "Brylcreem Boys", a causa del loro look.
Al 1957 risale lo spettacolo del Carosello "L'infallibile ispettore Rock", interpretato da Cesare Polacco, che reclamizzava la brillantina Linetti usando la celebre frase "Anch'io ho commesso un errore: non ho mai usato la brillantina Linetti", mentre mostrava il capo quasi completamente calvo.
Alla brillantina si ispirano il film Grease del 1978 (del regista Randal Kleiser) e la serie TV Brillantina del 1990 (del regista Alan Shapiro).
Nel 1997 David Beckham svolge il ruolo di testimonial per uno spot della Brylcreem.

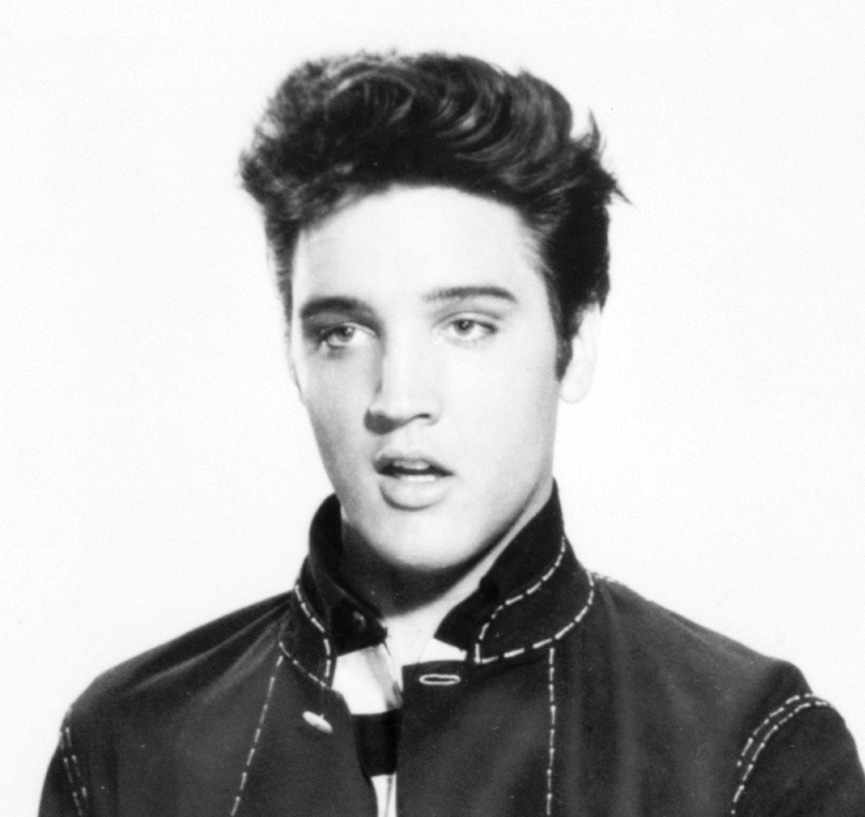
Un'acconciatura di Elvis Presley nel 1957.

Alcune persone celebri che hanno legato il loro look all'uso di brillantina sono: Humphrey Bogart, Tyrone Power, Fred Astaire, Elvis Presley e James Dean.